# Mall walking

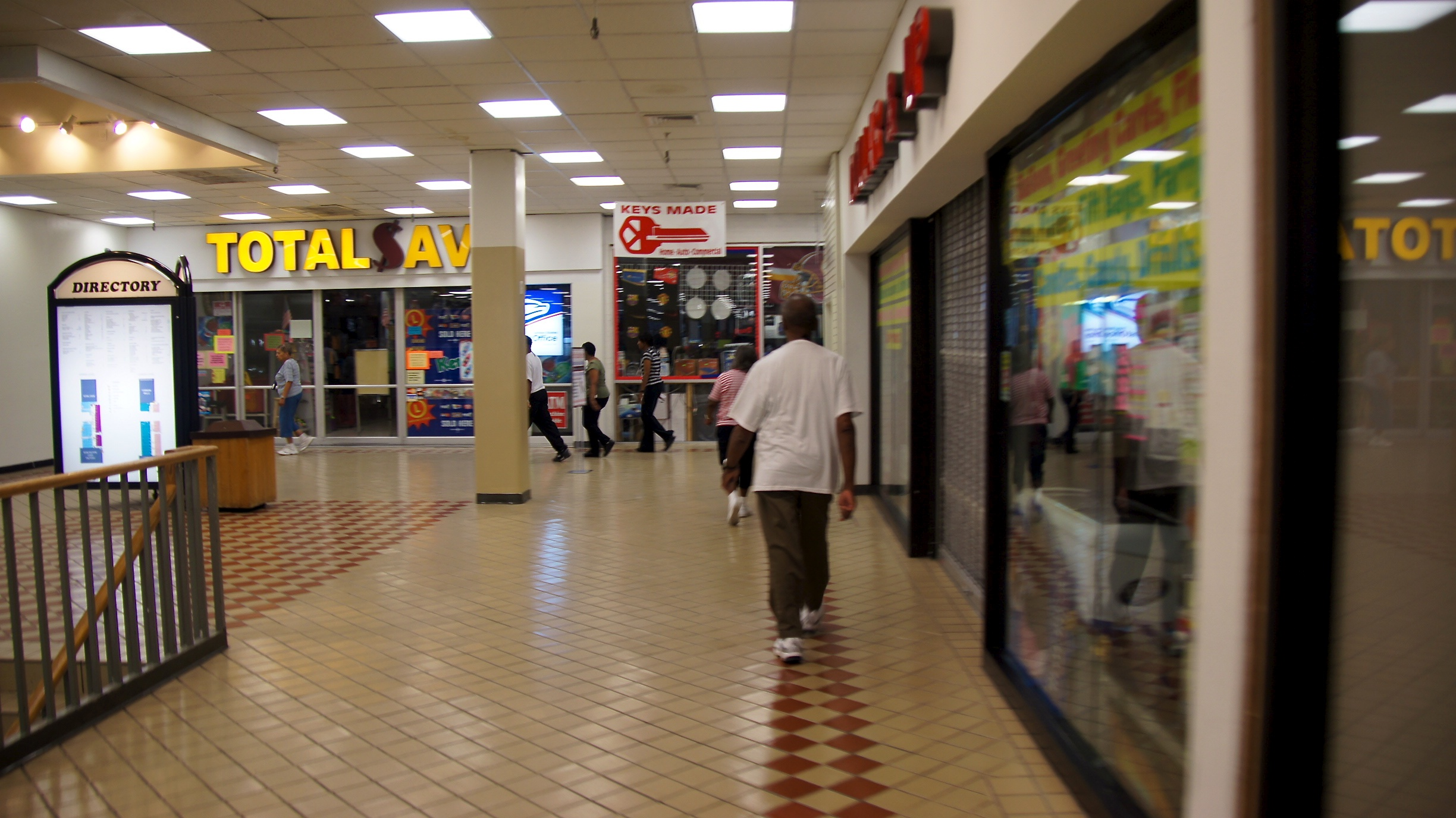
Grupa maszerujących w Hillcrest Heights (Maryland), 2011 rok

Mall walking – forma rekreacji polegająca na marszu w galeriach handlowych, popularna m.in. w Stanach Zjednoczonych i Kanadzie. Uprawiana najczęściej przez osoby starsze.
Niektóre galerie handlowe udostępniają poza godzinami otwarcia, np. rano, swoje powierzchnie wspólne dla programów mall walkingu, często samemu je organizując. W miejscach takich trasy mogą być specjalnie oznaczane, występują markery dystansu, strefy przeznaczone do odpoczynku, wyznaczone są przebieralnie. Ćwiczącym mogą towarzyszyć wolontariusze lub trenerzy. Odtwarzana jest też specjalnie przygotowana muzyka.
Aktywność jest szczególnie polecana dla osób starszych i w średnim wieku. Uprawiana jest najczęściej w grupach. Do jej zalet związanych z miejscem ćwiczeń należą: bezpieczne środowisko, niezależność od warunków pogodowych, niskie wymagania sprzętowe, brak wymaganego doświadczenia, dostępność sanitariatów i mniejsze ryzyko kontuzji związane z podłożem. Udowodniono, iż wpływa ona korzystnie na zdrowie uprawiających, jak i poprawia samopoczucie m.in. poprzez poczucie przynależności do grupy.
Motyw mall walkingu pojawia się w trzecim sezonie serialu Better Call Saul oraz w filmie krótkometrażowym z 2014 roku Mallwalkers. 